# Edivere
Koordinaten: 59° 13′ N, 27° 31′ O
Edivere ist ein Dorf (estnisch küla) in der Landgemeinde Alutaguse (bis 2017 Illuka). Es liegt im Kreis Ida-Viru (Ost-Wierland) im Nordosten Estlands.

## Beschreibung und Geschichte
Das Dorf hat 28 Einwohner (Stand 2011).
In Edivere vermuten Archäologen einen früheren Burgberg (linnamägi) der heidnischen Esten. Er ist zwanzig Meter hoch. Seine Länge beträgt 200 Meter, seine Breite 130 bis 140 Meter. Allerdings konnten die Wissenschaftler keine Verteidigungsanlagen sicher nachweisen. Der Berg ist heute mit Wald überwachsen.